# Jesusbewegung
Der Begriff Jesusbewegung wird im Rahmen einer sozialwissenschaftlich orientierten Historischen Jesusforschung häufig für Jesus von Nazaret und seine Anhänger gebraucht.

## Begriff und wissenschaftlicher Kontext
Der Begriff „Jesusbewegung“ wurde im deutschen Sprachraum von Gerd Theißen verbreitet; insbesondere sein Buch von 1977 zur „Soziologie der Jesusbewegung“ hat eine nachhaltige Diskussion angestoßen. Theißen verstand unter der Jesusbewegung eine „von Jesus hervorgerufene innerjüdische Erneuerungsbewegung im syrisch-palästinischen Bereich ca. 30–70 n. Ch.“ Meist wird der Begriff jedoch auf die Zeit vor dem Tod Jesu beschränkt. Das Urchristentum vor seiner endgültigen Trennung vom Judentum wird dann nicht dazu gerechnet. Also der jüdischen Sekte oder Gruppierung, die ihre messianische und eschatologischen Erwartungen in dem Handeln des galiläischen Wanderpredigers Yeshua erfüllt sahen. Da die Verkündigung des Reiches Gottes als Ziel der Jesusbewegung angesehen wird, wird sie teils als „basileia-Bewegung“ bezeichnet (von griech. βασιλεία τοῦ Θεοῦ basileia tou theou – Königsherrschaft Gottes).
Forschungen zur Jesusbewegung nutzen soziologische, sozialgeschichtliche und kulturanthropologische Ansätze. Auf diese Weise wird die Aufmerksamkeit nicht nur auf die einzelne Person Jesus von Nazaret, sondern auf die zu Jesus gehörende Gruppe von Anhängerinnen und Anhängern gelenkt.
„Jesusbewegung“ wird manchmal auch in klassischen historisch-kritischen Textanalysen als Synonym für die Anhänger Jesu verwendet. In anderen Untersuchungen leiten zwar soziologische Begriffe die Erkenntnisabsicht, es wird jedoch kein Bezug zu einer allgemeinen Theorie hergestellt. Eine theoretische Grundlage liefert teilweise das auf Max Weber zurückgehende Konzept der charismatischen Herrschaft bzw. charismatischen Bewegung. Ohne dass Weber selbst von der Jesusbewegung spricht, sind von ihm verstreute Bemerkungen zu den Jüngern Jesu und dem Urchristentum bekannt. Das Paradigma der charismatischen Herrschaft erhält – nach einer Einschätzung von 1987 – in der Religionssoziologie breite Zustimmung und wird auch in der historischen Bibelwissenschaft vereinzelt zugrunde gelegt.

## Soziologische Charakterisierung
Theißens Analyse der Jesusbewegung hebt unter anderem deren Wanderradikalismus hervor. Dieser war nach Theißen von drei Rollen geprägt. Es gab die Wandercharismatiker, die dem Ethos des Wanderradikalismus entsprechend (Heimatlosigkeit, Familiendistanz, Besitzkritik und Gewaltlosigkeit) umherzogen. Die Wandercharismatiker kamen aus Ortsgemeinden außerhalb der großen Städte. Die Ortsgemeinden wurden von Sympathisanten der Jesusbewegung gebildet und dienten den Wandercharismatikern als materielle Basis. Die Wandercharismatiker waren von den Ortsgemeinden als geistige Autoritäten anerkannt. Wandercharismatiker und Ortsgemeinden legitimierten sich aus ihrer engen Beziehung zu Jesus als „Offenbarer“.
Diese Deutung wurde verschiedentlich kritisiert. So wird Lk 10,2–11  auch wegen vieler in Tagesreisen zu bewältigender Entfernungen in Unter-Galiläa als vorübergehende Aussendung zur Mission verstanden. Nach R.A. Horsley richtete sich die Ethik Jesu nicht in erster Linie an wandernde Jünger, sondern Ziel der Jesusbewegung sei eine Reorganisation der dörflichen Gesellschaft im Sinn eines radikalen Egalitarismus gewesen. Diese Sozialutopie wiederum wird von W. Stegemann als anachronistisch für eine hierarchische, patriarchale Gesellschaft relativiert. Die Transformation sozialer Ordnung sei alleine von Gott erwartet worden, nach einem wohltätigen Patron-Klienten-Modell, vielleicht auch als Hoffnung auf die Wiedererrichtung eines gerechten davidischen Königtums. K.E. Corley weist darauf hin, dass ein dauerhaftes Verlassen der Großfamilie sozial Abhängigen, insbesondere Frauen und Kindern geschadet hätte. Die Reisen der Logienquelle Q spiegelten eher das Alltagsleben der Unterschicht. Beispielsweise seien Frauen häufig zu Handelsgeschäften von Stadt zu Stadt gereist.
Im 19. Jahrhundert war eine Deutung von Jesus verbreitet, die ihn als einzigartiges Genie auffasste. Gegen Reste dieser Auffassung wendet sich etwa die Befreiungstheologin und Feministin Elisabeth Schüssler Fiorenza. Jesus dürfe nicht „als ein historisches Artefakt von der Bewegung seiner NachfolgerInnen“ getrennt werden. Die positivistische Rekonstruktion echter Worte und Taten Jesu objektiviere die Männlichkeit Jesu als Tatsache, die für den Glauben grundlegende Bedeutung habe (in Verbindung mit der Erwartung an die historische Jesusforschung, christliche Identität zu begründen). Auch das Bild Jesu als eines „feministische[n] Helden“ lehnt sie ab. Dadurch werde nicht nur Androzentrismus, sondern auch Antijudaismus gefördert: Jesus erscheine als radikaler Erneuerer im Gegensatz zum Judentum.

## Beziehung zu anderen zeitgenössischen Gruppierungen
Um auch in Bezug auf die Jesusbewegung ein Überlegenheitsdenken zu vermeiden, spricht Schüssler Fiorenza von einer Emanzipations- statt von einer Erneuerungsbewegung. Sie versteht sie als „eine von mehreren jüdisch-apokalyptischen Widerstandsbewegungen gegen die römisch-imperiale Herrschaft.“
Von einigen Forschern werden Ursprünge der Jesusbewegung in der Jüngerschaft Johannes des Täufers gesehen. Teilweise Parallelen in den Zielen, der Ethik oder Lebensweise sind erkennbar zu Pharisäern, Zeloten, der vermuteten Qumran-Gemeinde, Essenern und Kynikern. Ein direkter Einfluss letzterer wird allerdings meistens verneint.